# Wushu ai Giochi mondiali 2022 - Nanquan e Nandao femminile
La gara del nanquan e mangun femminile di wushu ai Giochi mondiali 2022 si è svolta il 12 e il 13 luglio 2022 a Birmingham.

## Risultati
| Rank | Atleta            | Nazione    | Nanquan | Nangun | Totale |
| ---- | ----------------- | ---------- | ------- | ------ | ------ |
| 1    | Zhang Yaling      | Cina       | 9.570   | 9.583  | 19.153 |
| 2    | Darya Latisheva   | Uzbekistan | 9.293   | 9.423  | 18.716 |
| 3    | Lee Wing Yung     | Hong Kong  | 8.977   | 9.117  | 18.094 |
| 4    | Nima Gharti Magar | Nepal      | DNS     | DNS    |        |